# Марковский, Борис Павлович
Борис Павлович Марковский (19 [31] мая 1895 или 1895, Воронежская губерния — 4 июня 1966 или 1966, СССР) — советский учёный-палеонтолог, специалист по стратиграфии и брахиоподам девона. Лауреат Ленинской премии.

## Биография
Родился в городе Задонск Воронежской губернии 19 (31) мая 1895 года.
Участник Гражданской войны, командир отряда.
Окончил географический факультет ЛГУ по специальности «геоморфология» (1930).
С 1938 года кандидат геолого-минералогических наук.
Работал в Геолкоме — ЦНИГРИ — ВСЕГЕИ (1927—1966): коллектор, научный сотрудник, старший научный сотрудник.
Доктор геолого-минералогических наук. Профессор кафедры палеонтологии Ленинградского горного института, читал курс «Методы биофациального анализа».
Умер 4 июня 1966 года.
В честь Б. П. Марковского названа гора в Антарктиде (гора Марковского, Земля Королевы Мод, 71°27′ ю.ш., 13°14′ в.д. открыта и нанесена на карту в 1961 году, название присвоено в 1966 году).

## Награды и премии
- Ленинская премия 1967 года — за научный труд в 15 томах «Основы палеонтологии» (1954—1964).

## Сочинения
- Марковский Б. П. Методы биофациального анализа. М.: Недра, 1966. — 272 с.